# 哈特福會議
哈特福會議是美國新英格蘭的聯邦黨於1814年12月15日至1815年1月5日在康涅狄格州哈特福舉行的一系列會議，討論他們對當時的1812年戰爭之不滿，以及由於聯邦政府的權力越來越大引起的政治問題。儘管激進的聯邦黨人提出新英格蘭脫離聯邦與英國單獨媾和的主張，但與會的溫和派多於激進派，極端的提案不是辯論的主要焦點。
該會議討論取消在國會給予蓄奴州更多權力的五分之三妥協，以及要求接納新州、宣戰和限制貿易法案需要獲得國會三分之二的絕對多數同意。聯邦黨人還討論了他們對1803年路易斯安那購地和《1807年禁運法案》的不滿。但在會議結束幾週後，安德魯·傑克遜少將在紐奧良戰役大勝的消息傳遍了新英格蘭，以致聯邦黨人失去信譽並於1824年解散。